# Col·legi de Música de Bakú
El Col·legi de Música de Bakú (àzeri: Asəf Zeynallı Adina Musiqi Kolleci) és una institució d'educació secundària a Bakú.

## Història
En 1885 Antonina Yermolayeva, l'estudiant de Conservatori de Moscou, va obrir una escola privada. Ella es va convertir en directora de l'escola. El personal pedagògic de l'escola va ser format principalment pels graduats dels conservatoris russos. El 1922 l'escola va ser dirigida pel famós compositor de l'Azerbaidjan, Üzeyir Hacıbəyov.
Des de 1953 el col·legi porta el nom del compositor Asəf Zeynallı.

## Informació general
El Col·legi de Música de Bakú és una escola especial de quatre anys. Aproximadament 1400 estudiants estudien i 400 professors ensenyen en aquest col·legi. Actualment el director de l'escola és Nazim Kazımov, l'artista d'Honor de l'Azerbaidjan.

## Famosos alumnes
- Xan Şuşinski[2]
- Asəf Zeynallı
- Səid Rüstəmov
- Ahmad Bakıhanov
- Müslüm Maqomayev
- Zeynəb Xanlarova
- Məmməd Quliyev
- Alim Qasimov
- Lütfiyar İmanov
- Elnur Hüseynov
- Sabina Babayeva
- Flora Kərimova
- Valentí Jenevskiy